# Otto Szabó
Otto Szabó (* 1. března 1981, Příbram) je bývalý slovenský fotbalový obránce a reprezentant, kariéru ukončil ve slovenském klubu DAC 1904 Dunajská Streda 25. září 2015.

## Klubová kariéra
Svoji fotbalovou kariéru začal v DAC Dunajská Streda, odkud v roce 1997 zamířil na své první zahraniční angažmá do Rapidu Vídeň. Po dvou letech se upsal Braunau, odkud se následně vrátil zpět do Rapidu, kde hrál nejprve za rezervu a poté za první mužstvo. V letech 2003-2004 působil v MTK Budapešť. V roce 2004 se stal hráčem Sopronu, odkud po roce odešel do Debreceni VSC. Po angažmá v Vasas SC se vrátil na Slovensko, konkrétně do Dunajské Stredy. V roce 2007 přestoupil do Slovanu Bratislava. Před ročníkem 2008/09 odešel na hostování do Petržalky. V létě 2009 zamířil do maďrského klubu Lombardu-Pápa a po třech letech podepsal smlouvu s Győri ETO FC. V únoru 2014 se podruhé vrátil do Dunajské Stredy.
25. září 2015 ukončil kvůli přetrvávajícím zdravotním problémům aktivní hráčskou kariéru. V týmu DACu zůstal v roli rehabilitačního trenéra.

## Reprezentační kariéra
V A-mužstvu Slovenska debutoval 13. 10. 2007 v kvalifikačním zápase proti týmu San Marina (vysoká výhra 7:0). Poté nastoupil v roce 2007 ještě 16. října proti Chorvatsku (přátelské střetnutí, prohra 0:3), 21. listopadu opět v evropské kvalifikaci proti San Marinu (výhra 5:0) a to bylo z jeho strany v národním týmu vše.